# Miahuatlán de Hidalgo
Miahuatlán de Hidalgo, även benämnd Santa Cruz Miahuatlán, eller bara Miahuatlán, är en ort i Mexiko, tillhörande kommunen Ixtapan del Oro i västra delen av delstaten Mexiko. Orten hade 982 invånare vid folkräkningen 2010, och är det folkrikaste samhället i kommunen.